# Stanisław Tomkiewicz
Stanisław Tomkiewicz (ur. 10 października 1945 w Przyborowie, zm. 2 maja 2022 w Krosnowicach) – polski dziennikarz i rolnik, poseł na Sejm X kadencji.

## Życiorys
Syn Eugeniusza i Jadwigi. W 1972 ukończył studia pedagogiczne na Wydziale Historyczno-Filozoficznym Uniwersytetu Wrocławskiego. W latach 80. zajmował się hodowlą owiec w górskiej miejscowości Bielice. Działał w tym okresie w organizacjach opozycyjnych – Niezależnego Samorządnego Związku Zawodowego Rolników Indywidualnych „Solidarność” i Solidarności Polsko-Czesko-Słowackiej.
W latach 1989–1991 był posłem X kadencji wybranym z ramienia Komitetu Obywatelskiego w okręgu wałbrzyskim. Należał razem z Romanem Bartoszcze do Polskiego Stronnictwa Ludowego (wilanowskiego), później do PSL (Mikołajczykowskiego). Opublikował Założenia programowe i organizacyjne PSL (Kłodzko 1989).
Po 1991 nie prowadził działalności politycznej. Zajmował się hodowlą koni, prowadził gospodarstwo agroturystyczne. Przez kilka lat pełnił funkcję redaktora naczelnego miesięcznika społeczno-kulturalnego „Ziemia Kłodzka – Od Kladského pomezí – Glatzer Bergland” wydawanego w Nowej Rudzie. Publikował także w „Gazecie Prowincjonalnej Ziemi Kłodzkiej”.
W 2022 został pośmiertnie odznaczony Krzyżem Wolności i Solidarności.